# فيديريكو أ. مورينو
فيديريكو أ. مورينو (بالإنجليزية: Federico A. Moreno) هو محامي وقاضي أمريكي، ولد في 10 أبريل 1952 في كاراكاس في فنزويلا.